# Bajo el cielo de Asturias
Bajo el cielo de Asturias es una película española de drama estrenada en 1951, dirigida por Gonzalo Delgrás y protagonizada en los papeles principales por Isabel de Castro, Augusto Ordóñez y Luis Pérez de León.
Está basada en la novela Sinfonía Pastoral escrita por Armando Palacio Valdés.

## Sinopsis
Un millonario asturiano llamado Antón Quirós finge estar arruinado para corregir el carácter caprichoso de su hija Angelina. Para ello decide enviar a la chica a casa de su tío en un pequeño pueblo de Asturias, donde tendrá que aprender a vivir de forma humilde.

## Reparto
- Isabel de Castro como Angelina Quirós
- Augusto Ordóñez como A. Quirós / J. Quirós
- Luis Pérez de León como Padre Tiburcio
- Alfonso Estela como G. Manrique
- Silvia Morgan como Felisa
- Carlo Tamberlani como Fray Atanasio
- José Luis González como Foro
- Soledad Lence como Carmina
- Carlos Otero como	Federico
- José Ramón Giner como Pepín
- María Zaldívar como Griselda
- Vicente Miranda como Pepón
- Rosario Vallín como Sinfo
- Luis Villasiul como Fray Ceferino
- Matías Ferret como Vigil
- Manuel Santullano como Román
- Camino Delgado como Ama
- Clotilde Gijón como Mujer en baile